# Sol Stein
Sol Stein (Chicago, 13 ottobre 1926 – Tarrytown, 19 settembre 2019) è stato uno scrittore e editore statunitense autore di 13 libri. Fu editore e caporedattore della casa editrice Stein and Day per 27 anni.

## Biografia
Nato a Chicago il 13 ottobre 1926, Stein era figlio di Louis Stein e Zelda Zam Stein. La famiglia si trasferì a New York nel 1930. Stein frequentò la DeWitt Clinton High School, dove lavorò al giornale letterario Magpie con Richard Avedon e James Baldwin. Si laureò nel 1942.
Nel 1953 Stein venne nominato Direttore esecutivo della American Committee for Cultural Freedom, un'organizzazione di 300 intellettuali americani appartenenti a qualsiasi schieramento politico, che lavorano a favore dei diritti civili.

## Stein and Day
Nel 1962 Stein fondò la casa editrice, con sede a New York, Stein and Day, insieme all'allora sua moglie Patricia Day. Sten fu sia editore che caporedattore. Il primo libro pubblicato dalla casa editrice fu America America di Elia Kazan, che vendette tre milioni di copie tra le varie versioni pubblicate. Il successo di molti titoli venne in parte attribuito al lavoro di pubblicità che venne fatto su ciascun libro.
Le sue esperienze come editore e scrittore verranno raccolte nel manuale di scrittura creativa Stein on Writing nel 1995.